# 曼菲斯疾行
曼菲斯疾行（Memphis Hustle）是NBA G聯盟的一支美國職業籃球隊。該球隊位於密西西比州南海文的大曼菲斯郊區，在Landers Center進行主場比賽。

## 歷史
2017年1月23日，宣布愛荷華州能源公司將不會與灰熊續簽他們的混合聯盟協議，而是從明尼蘇達灰狼購買，以在2017-18賽季開始成為其NBA G聯盟球隊。當天，灰熊宣布他們將購買一支“中南部球隊”，以在2017-18賽季開始在密西西比州的南海文市進行比賽，距離曼菲斯市中心和(灰熊主場)FedExForum約16英里，橫跨田納西州-密西西比州邊境。 2017年5月30日，宣布格林·賽普林將擔任總教練，Chris Makris將擔任團隊總經理。2017年6月1日，灰熊公開了他們新的NBA發展聯盟聯盟成員球隊名稱和徽標，即曼菲斯疾行。